# Бои за посёлок Маканчи
Бои за посёлок Маканчи (28 июля—2 августа 1918) — военные действия у посёлка Маканчи во время гражданской войны в России.

## Предыстория
С освобождением от красных Сергиополя, руководство областного Семиреченского совета Алаш-Орды обратилось к командованию Сибирской армии с просьбой содействия в формировании алашских вооруженных отрядов. По указанию председателя областного совета Алаш-Орды Джайнакова Ибрагима, Отыншы Альжанов и Садык Аманжолов, в целях координации алашских отрядов в Бахты и Чугучаке, были отправлены по направлению Урджар-Маканчи-Бахты, вместе с отрядом Виноградова.

## Ход событий
26 июля отряд капитана Виноградова взял станицу Урджарскую и, продолжая наступление, 28 июля прибыл на ночлег в село Маканчи.
Утром 29 июля, отряд красноармейцев под командованием Ивана Егоровича Мамонтова, неожиданно атаковал Маканчи. В ходе ожесточенного боя, белые потеряли убитыми около 40 человек, капитан Н.Д. Виноградов был смертельно ранен. В этом бою погибает и О.Альжанов, тяжело ранен С.Аманжолов. Красноармейцы потеряли убитыми около 100 человек, в том числе и своего командира И.Е. Мамонтова.
Командовать отрядом И.Е. Мамонтова стал его брат — П. Мамонтов, а затем Д. Кихтенко. Красноармейцы снова заняли Урджар и Маканчи, но вскоре оказались зажатыми с двух сторон — отрядом Ярушина со стороны Сергиополя и семиреченскими казаками полковника Вяткина и войскового старшины Бычкова, подошедшими из Китая. После нескольких боевых столкновений отряд Мамонтова и Кихтенко вынужден был оставить тракт Сергиополь-Бахты и отступить на юг к Ушаралу, а затем к Саркану.
Объединившись под командованием бывшего атамана Семиреченского казачества, полковника Н.Н. Вяткина, казаки в конце июля захватили пограничное укрепление Бахты. 2 августа отряд Вяткина, насчитывавший 450 вооруженных и 120 невооруженных бойцов при 4 пулеметах, выступил из Бахтов, и вечером того же дня занял Маканчи. Село почти полностью было сожжено ушедшими красноармейцами.
Отряды полковников Ярушина и Вяткина, соединившись в районе Урджарской и выбив оттуда красных, продолжили наступление на юг области, спеша помочь восставшим станицам.